# Unit testing
Pojem unit testing v kontextu informačních technologií označuje automatické testování a ověřování fungování a korektnosti implementace systému. Pod pojem unit testing se zahrnují nástroje, metodika a činnost, jejímž cílem je ověřování správné funkčnosti dílčích částí neboli jednotek zdrojového kódu.
Za jednotku je považována samostatně testovatelná část aplikačního programu. Z pohledu procedurálního programování může být jednotkou program, funkce, procedura, proměnná, a tak dále. Z pohledu objektově orientovaného programování je jednotkou obvykle třída, či konkrétní metoda.
Jednotkový test obvykle testuje pouze danou konkrétní jednotku. V ideálním případě by měl být každý testovaný případ nezávislý na ostatních. Při testování se snažíme testovanou část izolovat od ostatních částí programu. Za tím účelem se někdy vytvářejí pomocné objekty, které simulují předpokládaný kontext, ve kterém testovaná část pracuje (mock object).
V českém jazyce se zatím neustálil konkrétní překlad - v odborné literatuře se dá narazit na pojmy jako testování jednotek, testování aplikačních jednotek, či občas jednotkové testování. Unit testing je činností související převážně s vývojem aplikačních programů, koncoví uživatelé programů se s testováním nesetkají.
Technika unit testing je jednou z klíčových součástí filosofie extrémního programování a programování řízeného testy.